# Gus'-Chrustal'nyj
Gus'-Chrustal'nyj (anche traslitterata come Gus'-Hrustal'nyj, Gus'-Khrustal'nyj, Gus-Khrustalny, Gus-Hrustalnyj, Gus-Khrustalnyj, Gus-Chrustalnyj) è una cittadina della Russia europea centrale (Oblast' di Vladimir), situata nella parte orientale della pianura della Meščëra, sulle sponde del fiume Gus', 63 km a sud di Vladimir; è il capoluogo amministrativo del distretto omonimo.
Il centro abitato è attestato fin dal XVII secolo; antico centro dell'industria vetraria (dal 1756, anno in cui fu costruito uno stabilimento per la fabbricazione del cristallo), si sviluppò successivamente (metà del XIX secolo) anche nel comparto industriale tessile. Chiamato Gus'-Mal'cevskij, dal nome della famiglia proprietaria dello stabilimento vetrario, venne rinominato con il presente nome (collegato con la produzione del cristallo, in russo хрусталь, chrustal') nel 1926, quando ottenne lo status di insediamento di tipo urbano; la concessione dello status di città è invece del 1931.

## Società

### Evoluzione demografica
Fonte: mojgorod.ru
- 1926: 17.900
- 1939: 40.200
- 1959: 54.200
- 1979: 71.600
- 1989: 76.400
- 2007: 62.700